# Moulézan
Moulézan ist eine französische Gemeinde mit 640 Einwohnern (Stand 1. Januar 2022) im Département Gard in der Region Okzitanien und liegt nördlich von Montmirat. Der Name der Gemeinde leitet sich vom lateinischen Namen Molisius und dem Suffix -anum ab. Die Bewohner werden Moulézanais und Moulézanaise genannt.

## Bevölkerungsentwicklung
| Jahr                       | 1962 | 1968 | 1975 | 1982 | 1990 | 1999 | 2006 | 2017 |
| -------------------------- | ---- | ---- | ---- | ---- | ---- | ---- | ---- | ---- |
| Einwohner                  | 278  | 280  | 284  | 300  | 330  | 396  | 415  | 648  |
| Quellen: Cassini und INSEE |      |      |      |      |      |      |      |      |

## Antike Funde

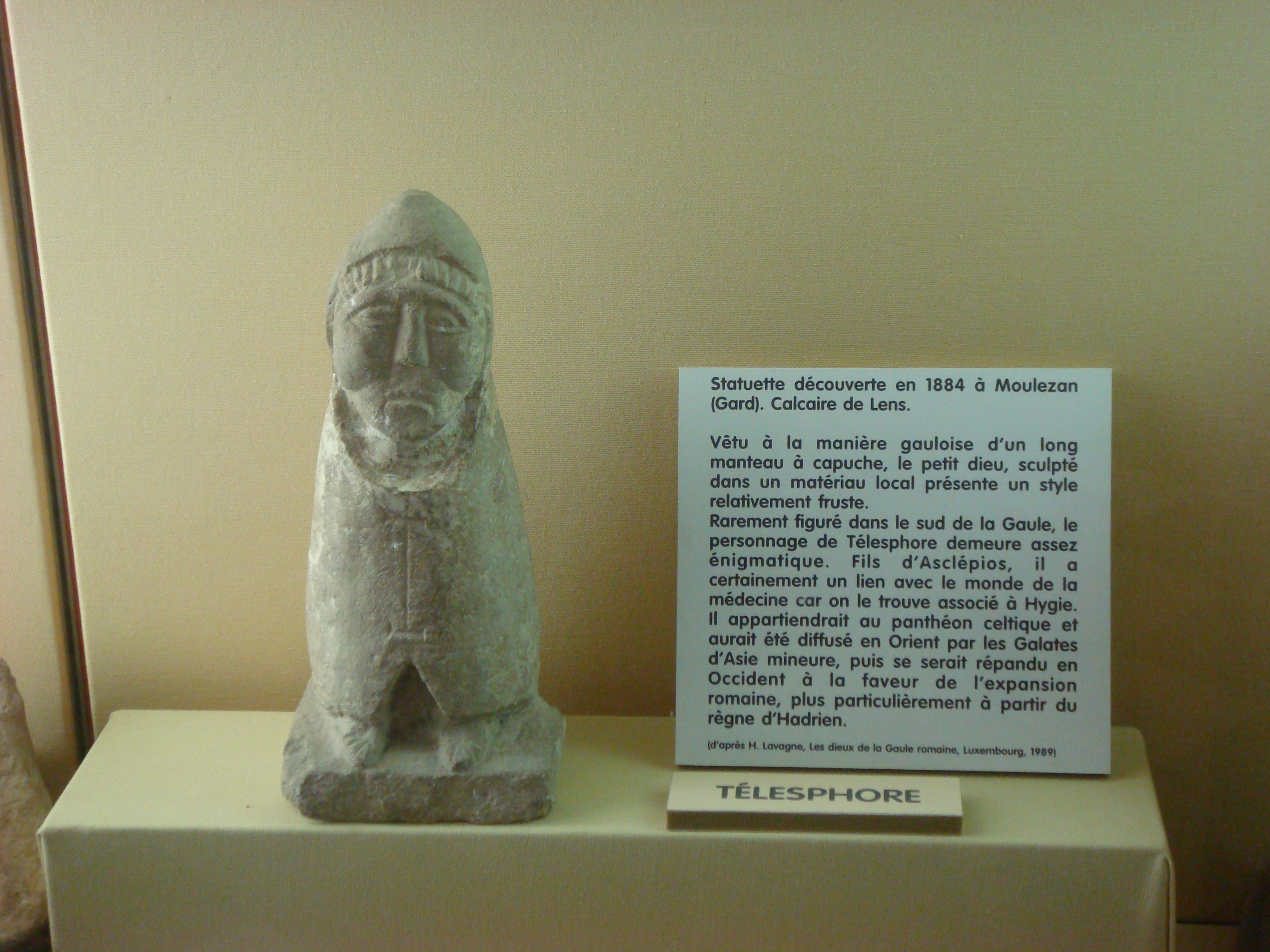
Telesphoros von Moulézan (gefunden 1884), heute im Musée Archéologique de Nîmes

Einige gallo-römische Wohn- und Kultstätten, darunter auch Begräbnisplätze, wurden in der Nähe des Ortes freigelegt. Steinmetzarbeiten, Dachziegel (tegulae) und Tongefäße (doliae) wurden gefunden. Das schönste Stück ist eine aus Kalkstein gemeißelte Statue des gallischen Gottes Telesphoros, die 1884 in Moulézan entdeckt wurde. Sie befindet sich heute im Musée Archéologique de Nîmes.